# 린수펀
린수펀(중국어 정체자: 林淑芬, 병음: Lín Shúfēn, 한자음: 임숙분, 1973년 1월 17일 ~ )은 타이완의 정치인으로, 2002년 타이베이현 겸 2005년 신베이시 제2선거구의 입법위원으로 당선된다.